# 16175 Rypatterson
16175 Rypatterson è un asteroide della fascia principale. Scoperto nel 2000, presenta un'orbita caratterizzata da un semiasse maggiore pari a 2,5224336 UA e da un'eccentricità di 0,0782454, inclinata di 6,01495° rispetto all'eclittica.